# Stichopogon ammophilus
Stichopogon ammophilus là một loài ruồi trong họ Asilidae. Stichopogon ammophilus được Lehr miêu tả năm 1975. Loài này phân bố ở vùng Cổ Bắc giới.